# Eyedea
Eyedea, pseudoniem van Micheal Larsen (Saint Paul, Minnesota, 9 november 1981 – 16 oktober 2010), was een Amerikaanse freestyle underground battle rapper.

## Biografie
Eyedea woonde samen met zijn moeder Kathy in Saint Paul in de Amerikaanse staat Minnesota en ging naar de Highland Park Senior High School. Toen zijn vriend Gregory Keltgen op zestienjarige leeftijd uit huis ging bood Eyedea's moeder aan hem in huis te nemen.
Hij was succesvol als onderdeel van Eyedea & Abilities.
Hij stierf op 28-jarige leeftijd aan een overdosis.

## Discografie

### Albums
- First Born (2001) (Eyedea & Abilities)
- The Many Faces of Oliver Hart (2001)
- E&A (2004) (Eyedea & Abilities)
- This Is Where We Were (2006) (Face Candy)
- The Some of All Things or: The Healing Power of Scab Picking (2007) (Carbon Carousel)
- By The Throat (2009) (Eyedea & Abilities)

### Singles
- Pushing Buttons 12 (2000) (Eyedea & Abilities)
- Blindly Firing 12 (2001) (Eyedea & Abilities)
- Now (2003) (Eyedea & Abilities)
- Carbon Carousel Single Series #1 (2007) (Carbon Carousel)
- Nervous. (2007) (Carbon Carousel)

### Overig
- E&A Road Mix (2003) (Eyedea & Abilities)
- The Whereabouts of Hidden Bridges (Eyedea and Oddjobs)
- When in Rome, Kill the King (Micheal Larsen)
- Quality Programming (Booka B)
- Duluth is the Truth (2009) (Eyedea)